# Disneyland Resort a Califòrnia
El Disneyland Resort és un resort turístic (complex de vacances) situat a la ciutat d'Anaheim, prop de Los Angeles a l'estat de Califòrnia. El resort és propietat i està operat per la Walt Disney Company a través de la seva divisió d'Experiències. Aquest està compost per dos parcs temàtics, tres hotels i una àrea de compres, gastronomia i entreteniment.
El complex va ser desenvolupat per Walt Disney a la dècada del 1950. Quan va obrir el 17 de juliol de 1955 el resort consistia en el parc Disneyland, un aparcament de 40 hectàrees i el Disneyland Hotel, propietat i operat per un soci comercial de Walt Disney, l'empresari Jack Wrather.
Després de l'èxit amb el model de negoci amb múltiples parcs i hotels al Walt Disney World Resort a Florida, Disney va adquirir grans parcel·les de terreny adjacents a Disneyland per aplicar el mateix model de negoci a Anaheim. L'empresa va comprar el Disneyland Hotel a Wrather el 1988 i el 1995 va comprar el Pan Pacific Hotel al grup Tokyu per convertir-se en l'actual Pixar Place Hotel. Les compres de terreny van continuar durant la dècada dels 1990, i la companyia ara és la propietària de 198 hectàrees i té drets de lloguer a llarg termini per desenvolupar 21 hectàrees més. L'any 2001 es va produir una expansió important del resort quan van obrir el Grand Californian Hotel, el parc Disney California Adventure i l'àrea de compres, gastronomia i entreteniment Downtown Disney.

## Història

### Concepte i construcció
Els primers conceptes de Walt Disney per a la construcció d'un parc de diversions eren construir un "Mickey Mouse Park" adjacent als estudis de la companyia a Burbank, Califòrnia. A mesura que van sorgir noves idees, Walt Disney i el seu germà Roy van adonar-se que els terrenys a Burbank serien massa petits pel projecte, i van contactar amb el Stanford Research Institute (institut de recerca de Stanford) perquè els hi proporcionessin informació sobre possibles ubicacions i la viabilitat econòmica del projecte. Disney va acabar decidint-se per una ubicació allunyada a Anaheim, al costat de l'autopista Santa Ana, llavors en construcció. El consultor va preveure correctament que aquella ubicació - llavors camps de tarongers - es convertiria en un gran centre de població al sud de Califòrnia.
Com la ubicació estava lluny dels nuclis de població del sud de Califòrnia a la dècada de 1950, Walt Disney volia construir un hotel perquè els visitants de Disneyland que viatgessin llargues distàncies poguessin passar la nit. No obstant això, llavors el parc havia esgotat els seus recursos econòmics, així que va negociar un acord amb el productor de Hollywood Jack Wrather en què el productor construiria i operaria un hotel anomenat Disneyland Hotel a l'altre costat del carrer de Disneyland.

### 1955-1998: Un parc, un hotel
El parc Disneyland va obrir el 17 de juliol de 1955, i la inauguració va atreure prop de 30.000 visitants el primer dia. Malgrat l'esdeveniment desastrós, més tard bategat com "Black Sunday" (diumenge negre), durant el que es van trencar múltiples atraccions, Disneyland es va convertir en un gran èxit durant el seu primer any d'obertura. L'hotel, que va obrir tres mesos després del parc, va rebre un èxit similar. Walt Disney volia construir més instal·lacions per què els visitants a Disneyland es quedessin més temps a Anaheim, però com havia esgotat tot el seu pressupost per a la construcció del parc, empresaris externs van obrir hotels independents a l'àrea que envolta el parc i l'hotel per aprofitar l'èxit de Disneyland.

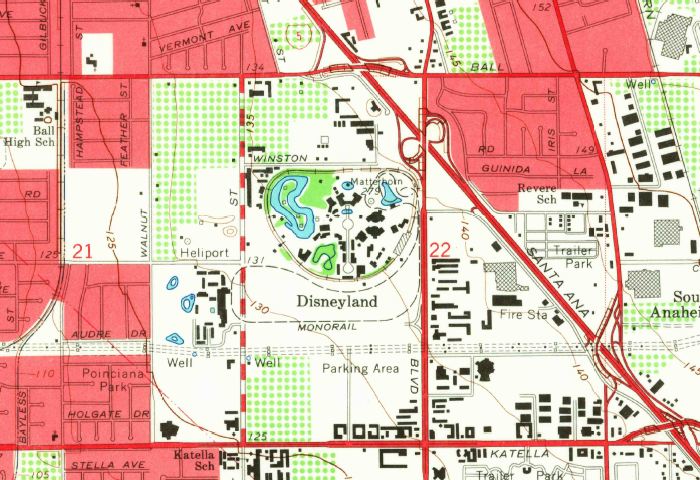
Mapa topogràfic de Disneyland l'any 1965

Per al disgust de Walt Disney la ciutat d'Anaheim va ser laxa a l'hora de regular la construcció d'aquests hotels, degut a l'increment d'ingressos a la ciutat generat per l'obertura de més hotels. L'àrea al voltant de Disneyland es va omplir de negocis amb llums de colors, rètols de neó cridaners i l'arquitectura Googie aleshores popular que Walt Disney havia volgut evitar (i que anys abans havia fet que la ciutat de Burbank denegués la seva sol·licitud inicial de construir un parc a Burbank). El centre de convencions d'Anaheim es va construir al costat de l'aparcament original de Disneyland i es van construir residències a la zona com a resultat del creixement de la ciutat a finals del segle xx. Finalment, Disneyland va ser envoltat per altres construccions, un factor que més tard portaria a Walt Disney a adquirir una parcel·la significativament més gran per a la construcció de Walt Disney World. En anys successius, la Walt Disney Company adquirí gradualment les àrees a l'oest del parc, comprant el Disneyland Hotel l'any 1988, el Pan Pacific Hotel (ara Pixar Place Hotel) el 1995, i diverses propietats al nord del Disneyland Hotel durant la dècada dels 1990.

### 1998-2001: planejant una expansió
Després de la mort de Walt i Roy Disney el 1966 i 1971 respectivament, la companyia va tenir èxit amb el model de resort amb múltiples parcs i hotels al resort Walt Disney World a Florida, que va obrir el 1971. A principis dels noranta, Disney va decidir convertir Disneyland en un resort amb múltiples parcs i hotels com a Florida. L'any 1991 la companyia anuncià plans per a construir WestCOT, un parc temàtic similar a Epcot a Florida, que es situaria en gran part sobre el llavors aparcament de Disneyland. El pressupost del nou parc estava estimat en uns 3.000 milions de dòlars, degut sobretot a la compra de terrenys addicionals.
Malgrat això, l'obertura del Euro Disney Resort l'any 1992 va provocar problemes econòmics i de relacions públiques a la companyia. Això va provocar que Disney no pogués finançar el projecte de WestCOT i acabés anunciant la cancel·lació del pla el 1995. Aquell estiu executius de Disney es van reunir a Aspen (Colorado) durant tres dies, i van idear un nou pla per construir un nou parc tematitzat en Califòrnia, anomenat Disney's California Adventure Park, un districte de compres, i hotels. El pressupost del nou pla seria de 1.400 milions de dòlars, menys de la meitat del pressupost de WestCOT. Aquesta reducció en el pressupost s'aconseguiria construint un parc més petit només en terrenys que ja eren propietat de Disney, que estaria centrat en restauració i compres, i utilitzant atraccions genèriques, evitant costos en recerca i desenvolupament. La construcció de Disney's Califòrnia Adventure començà el 1998, juntament amb una important renovació del Disneyland Hotel, la re-tematització del Disneyland Pacific Hotel alDisney's Paradise Pier Hotel, la construcció del districte de compres Downtown Disney, el Disney's Grand Californian Hotel, i l'aparcament Mickey & Friends Parking Structure.
California Adventure va obrir el 8 de febrer de 2001 i va ser àmpliament criticat pels primers visitants, provocant que el parc rebés un número de visitants substancialment menor del que s'esperava. Moltes de les crítiques feien referència al fet que el parc estava enfocat a adults, en comptes de nens i famílies. Executius de Disney van reconèixer més tard que el parc oferia menys als visitants, amb un terç el número d'atraccions i menys personatges que Disneyland, que feia que moltes famílies optessin per visitar només el parc més antic.

### 2001-present: Disneyland Resort

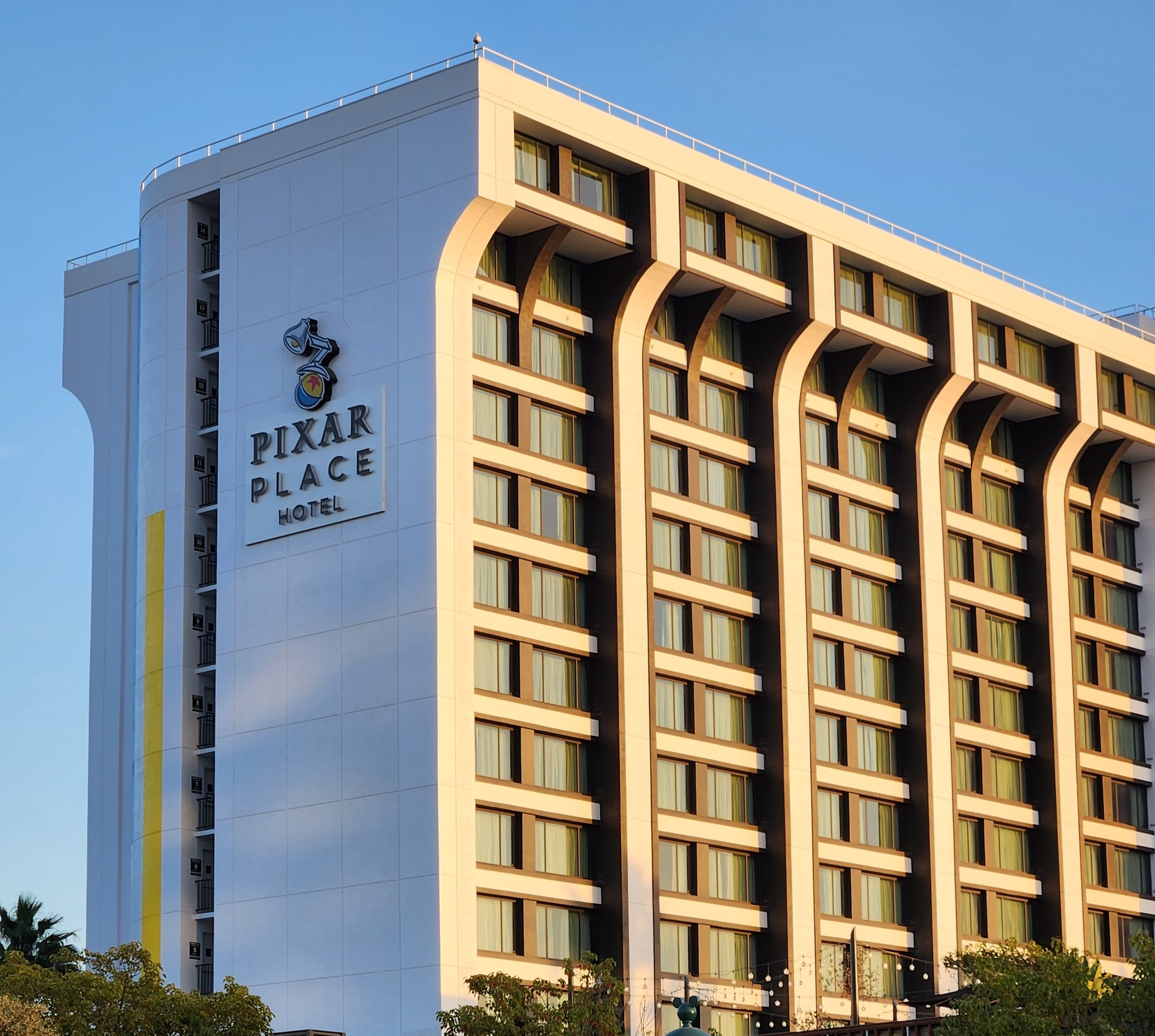
Pixar Place Hotel

Disney va començar a fer canvis ràpidament a California Adventure, afegint l'àrea A Bug's Land per atreure a les famílies i l'atracció The Twilight Zone Tower of Terror per als visitants més grans. A finals de 2007, l'empresa va iniciar un pla de redisseny i expansió de 1.100 milions de dòlars a California Adventure. Els canvis més dràstics al parc van incloure una reconstrucció completa de l'entrada principal, la construcció de la nova àrea Cars Land i la incorporació de l'espectacle nocturn World of Color. A més, moltes de les atraccions genèriques del parc es van eliminar o es van retematitzar per centrar-se més en els personatges de Disney i Pixar. La construcció va acabar el 2012, i el redisseny i l'ampliació del parc van fer que el número de visitants augmentés dràsticament.
A l'agost de 2015 Disney va anunciar que el parc Disneyland rebria una nova àrea de 5,6 hectàrees tematitzada en l'univers de la guerra de les galàxies. La nova àrea, anomenada Star Wars: Galaxy's Edge, va obrir el 31 de maig de 2019, i compta amb dues atraccions, Millenium Falcon: Smuggler's Run i Star Wars: Rise of the Resistance.
El gener de 2017 l'atracció The Twilight Zone Tower of Terror va tancar i va ser retematitzada a les pel·lícules de Guardians of the Galaxy, obrint a l'estiu com a Guardians of the Galaxy – Mission: Breakout!. L'octubre de 2017, Disney va anunciar una nova estructura d'aparcament per al complex, que inclou una estructura d'aparcament de 6.500 places i un nou centre de transport, que va obrir el juliol de 2019.
El març de 2018, es va anunciar que l'àrea A Bug's Land tancaria el setembre de 2018. Va ser substituïda per Avengers Campus el 4 de juny de 2021.
L'abril de 2019, Disneyland va anunciar que l'atracció Mickey & Minnie's Runaway Railway obriria a Disneyland el 2023. L'atracció es va construir darrere de l'àrea Mickey's Toontown i es va inaugurar el 27 de gener de 2023.
El gener de 2024, el Disney's Paradise Pier Hotel va reobrir oficialment com a Pixar Place Hotel.

### Properes expansions i projecte DisneyForward
Disney va anunciar plans per construir un quart hotel al complex el 2016, amb l'obertura prevista pel 2021. A l'agost de 2018 l'hotel es va suspendre indefinidament a causa d'una disputa amb la ciutat d'Anaheim. El projecte es va acabar cancel·lant a l'octubre de 2018 quan l'ajuntament d'Anaheim va eliminar els incentius fiscals per Disney.
El març de 2021, Disney va anunciar un nou projecte per al complex anomenat DisneylandForward. Aquesta proposta està dissenyada per canviar les regles de zonificació de la ciutat d'Anaheim perquè Disney pugui construir més àrees i atraccions tant per a Disneyland com per Disney California Adventure. Les propostes han inclòs la construcció als terrenys on resideixen actualment l'hotel Pixar Place i aparcaments circumdants a la part oest del complex. El maig de 2024, DisneylandForward va rebre l'aprovació final per part de l'ajuntament d'Anaheim.

## Ubicació
El Disneyland Resort es troba uns quilòmetres al sud del centre d'Anaheim, a una zona anomenada com Anaheim Resort, a prop de la ciutat de Garden Grove . El complex està delimitat aproximadament per Harbour Boulevard a l'est, Katella Avenue al sud, Walnut Street a l'oest i Ball Road al nord. L'autovia interestatal 5 passa pel costat del resort a la cantonada nord-est.
No tots els terrenys envoltats per aquests carrers formen part del Disneyland Resort, especialment a prop de la intersecció de Harbour Boulevard i Katella Avenue, i al llarg de Ball Road entre Disneyland Drive i Walnut Street. El carrer Disneyland Drive travessa el complex en una ruta nord-sud i ofereix accés a l'estructura d'aparcament Mickey & Friends, el complex Downtown Disney i als tres hotels. El carrer Magic Way connecta Walnut Street amb Disneyland Drive, al sud de l'estructura d'aparcament de Mickey & Friends i ofereix accés a l'estructura d'aparcament, l'hotel Disneyland i el complex Downtown Disney.
Rampes de sortida especials de l'autovia interestatal 5 permeten accedir i sortir de les estructures d'aparcament Mickey & Friends i Pixar Pals durant les hores punta de trànsit al matí i al vespre.

## Instal·lacions
El Disneyland Resort conté dos parcs temàtics, tres hotels propietat de Disney, i un complex comercial, de restauració i entreteniment.

### Parcs temàtics
- Disneyland el primer parc temàtic de la companyia i l'únic construït per Walt Disney, obert el 17 de juliol de 1955.

- Disney California Adventure parc temàtic basat en la interpretació de Califòrnia per part de Disney, obert el 8 de febrer de 2001.

### Compres, gastronomia i entreteniment
- Downtown Disney, un centre comercial a l'aire lliure de 6,1 hectàrees situat entre les entrades als parcs temàtics i el Disneyland Hotel. Conté aproximadament 30 locals, la majoria operats per tercers que paguen lloguer a Disney.

### Hotels
- Disneyland Hotel, l'hotel original construït per Jack Wrather obert el 1955 i adquirit per Disney el 1988.

- Grand Californian Hotel&Spa, un hotel basat en l'estil American Craftsman de l'arquitectura estatunidenca d'inicis dels anys 1900, que va obrir el 2 de gener de 2001.
- Pixar Place Hotel, un hotel tematitzat en d'obres d'art creades per Pixar. Inaugurat el 1984 com Emerald of Anaheim, operat pel Grup Tokyu i posteriorment anomenat The Pan Pacific Hotel Anaheim,[19] l'hotel va ser comprat per Disney el desembre de 1995, per uns 36 milions de dòlars, i rebatejat com a Disneyland Pacific Hotel.[20] Com a part de l'expansió del resort entre 1998 i 2001 es va reanomenar a Disney's Paradise Pier Hotel.[21] Va reobrir oficialment com a Pixar Place Hotel el 30 de gener de 2024.

### Instal·lacions de caràcter administratiu
- Disney Anaheim Crew, edifici d'administració del resort que també conté l'oficina d'empleats.
- Disneyland Resort Center, edifici d'administració que funciona amb els hotels del resort i Disney Fairy Tale Weddings.
- Mickey & Friends Parking Structure i Pixar Pals Parking Structure, àrees d'estacionament principal per als visitants de Disney's California Adventure i Disneyland.

## Curiositats
- El parc es troba a Harbor Boulevard 1313. El "1313" és un homenatge a Mickey Mouse, perquè la lletra M és la tretzena lletra de l'alfabet.